# Еліз Л'Оре
Еліз Л'Оре (22 січня 1827 — січень 1896) — фотограф з міста Квебек, Квебек. Роботи Л'Оре були визначними у вікторіанську епоху. У той час мистецтво тяжіло до романтизму та містицизму.
Фотографи за часів Вікторіанської епохи приїжджали переважно з Європи або навчались там. Це привело до європейського впливу на канадську фотографію. Увага Л'Оре була зосереджена на портретах здебільшого дітей, завдяки яким вона стала відомою. Пізніше вона розширила поле своєї діяльності, почавши робити поштові листівки та знімаючи пейзажі. Л'Оре сприяла розвитку документальної фотографії в 19-му столітті завдяки своїм фотографіям жителів та пейзажів Квебеку. Вона керувала власною фотографією після смерті чоловіка.

## Раннє життя
Л'Оре вийшла заміж за Жуля Ізаю Бенуа Лівернуа в 1849 році який створив свою студію дагеротипу в 1854 році в будинку батьків Л'Оре. Пізніше цей бізнес розширився, включав три студії, що спеціалізувалися на портретах. Л'Оре взяла на себе справу після смерті Лівернуа від туберкульозу в 1865 році. Через рік вона почала співпрацювати зі своїм зятем Луїсом Б'єнвеню, створивши фотостудію Лівернуа і Б'єнвеню.
Л'Оре народила сина Жуля Ернеста Лівернуа 19 серпня 1851 р. у Сен-Зефірін-де-Курваль, Квебек Він пішов слідами батьків, подорожуючи по Квебеку, роблячи пейзажні фотографії та групові портрети на відкритому повітрі. У 1989 році він став одним із чотирьох фотографів XIX століття, яких відзначали на канадських поштових марках.

## Кар'єра
Л'Оре спеціалізувалася на портретах дітей з 1857 по 1858 рік. Бізнес розширився до трьох студій. Після початку партнерства з Б'єнвеню бізнес розширився до виготовлення поштових листівок та знімків пейзажів. Зараз багато робіт студії належать Національному музею мистецтв Квебеку.
Свої роботи студія демонструвала в L'Opinion Publique та в Canadian Illustrated News. Партнерство з Б'єнвеню було розірвано у квітні 1873 року. Жуль Лівернуа, керував студією до 1952 року. Студія збанкрутувала в 1979 році.

## Фототехніка
Л'Оре використовувала різні фототехнічні техніки, включаючи дагеротип і колодій, або «мокру пластину», та стереоскопію. Л'Оре додавала кольору фотографіям за допомогою акватинти.

## Виставки
- Перша виставка Л'Оре була в Nouvelle Galerie Historique в січні 1866 року. Подальша виставка була проведена в липні 1867 р. На ній була представлена колекція портретів знаменитостей.
- Робота Л'Оре демонструється в Музеї національних мистецтв Квебеку, Бібліотеці та архівах Квебеку, Бібліотеці та архівах Канади та Канадському документальному центрі Ініціативи жіночих художників у Квебеку.

## Смерть
Л'Оре померла у місті Квебек, у січні 1896 року. Сім'я Лівернуа продовжує згадуватися в топонімах у Квебеку.